# Podgozd (gmina Ig)
Podgozd – wieś w Słowenii, w gminie Ig. W 2018 roku liczyła 118 mieszkańców.